# Чудо љубави
Чудо љубави (шп. Milagros) перуанска је теленовела, продукцијске куће América Producciones, снимана 2000.
У Србији је приказивана током 2001. и 2002. на телевизији Кошава.

## Синопсис
Ово је прича о две супарничке породице: Ечеварија и Де ла Торе.
Покварена Лукресија де ла Торе унајмљује убице Леонисија Пења „Јагуара“ како би се решила свих Ечеварија на дан венчања Ракел Ечеварије, иначе своје најбоље другарице из детињства и Џона Вилсона. Настаје масакр и велики део породице Ечеварија гине, а једини преживели су Ракел, и њен нећак Хосе Антонио. Повређену Ракел силује Јагуар и остаје трудна са Мелисом. Због свега што јој се догодило Ракел губи веру у правду и Бога, те постаје зла и жена жељна освете.
Са друге стране, Рафаел де ла Торе, Лукресијин брат (који никад није знао за крвави злочин који је починила његова сестра) и највећи ауторитет породице Де ла Торе, има везу са слушкињом из куће, која остаје трудна иако је Рафаел замолио да абортира. Напушта кућу и порађа се у манастиру. Моли монахиње да девојчицу назову Милагрос (Чудо), а потом умире.
Пролази време, Милагрос израста у лепу, паметну и вредну девојку, али има проблем са ногом и откривањем свог порекла. Рафаел умире у саобраћајној несрећи, а у тестаменту имовину оставља напуштеној кћерки. То изнервира све чланове породице, а највише Лукресију која планира све да заустави. Хосе Антонио је постао мушкарац и уз помоћ тетке Ракел улази у породицу Де ла Торе како би се осветио. Али успут упознаје Милагрос и заљубљују се, иако између њих стоји мрачна прошлост, пуна смрти, бола и несрећа те Ракел и Лукресија које се не подносе. Хосе Антонио је растрзан између дужности према својој крвнички побиједној породици с једне стране и љубави коју осећа према Милагрос с друге стране, а у свему томе истраумирана Ракел игра највећу улогу, јер њена трагедија и насилни губитак невиности који је доживела на дан који јој је требало да буде најсрећнији у животу, од ње су учинили окрутну жену која до те мере мрзи све што има везе са породицом Де ла Торе, да је пар пута покушала убити Милагрос док је била у другом стању, иако је то дете њеног нећака.

## Улоге
| Глумац:             | Улога:                                                |
| ------------------- | ----------------------------------------------------- |
| Сонја Смит          | Милагрос де ла Торе Варгас                            |
| Роберто Матеос      | Хосе Антонио Вилсон Гомез Хосе Антонио Ечеварија      |
| Ивоне Фрајсинет     | Лукресија де ла Торе де Муњоз грофица Сантана дел Сол |
| Малена Елијас       | Ракел Ечеварија Ромеро Вилсон                         |
| Хуан Витали         | Херардо Бељидо                                        |
| Роберто Вандер      | Бенхамин Муњоз гроф Сантана дел Сол                   |
| Уго Косијанси       | Хуан Бермудез                                         |
| Карина Калмет       | Фернанда Муњоз де ла Торе                             |
| Вирна Флорес        | Лусија Муњоз де ла Торе                               |
| Гонсало Реворедо    | Себастијан Муњоз де ла Торе                           |
| Алберто Исола       | Рафаел де ла Торе                                     |
| Рехина Алковер      | Тереза Росас де Бељидо                                |
| Рејналдо Аренас     | Леонисио Пења „Јагуар“                                |
| Норма Мартинез      | Кока Ферари                                           |
| Мирна Бракамонте    | Бланка Ривера де Сан Мартин                           |
| Ерта Карденас       | Консуело Ривера                                       |
| Ана Марија Јордан   | Карлота де Авалос                                     |
| Атилија Босчети     | Микаела Чела                                          |
| Паул Мартин         | Мартин Бељидо Росас                                   |
| Ана Сесилија Натери | Маргарита Манрике                                     |
| Рут Разето          | Роса де Бермудез                                      |
| Карлос Места        | Селсо Бенито Лопез                                    |
| Татјана Астенго     | Ирена Рамирез Боди                                    |
| Сашка Бернаола      | Роси Бермудез                                         |
| Ренато Росини       | Хуан Бермудез Јуниор Хуанито                          |
| Марија Пиа Урета    | Маријана Авалос                                       |
| Мари Пили Бареда    | Ракел Ечеварија (у младости) Мелиса Вилсон Ечеварија  |
| Вилијам Бел Тејлор  | Пабло Сан Мартин                                      |
| Меланија Урбина     | Макерена Сан Мартин                                   |
| Хесус Делавеаукс    | Хесус Ривера                                          |
| Рафаел Санта Круз   | Годофредо Годо дел Агила                              |
| Пако Варела         | Серхио Зарате                                         |
| Фабрисио Агилар     | Ренсо Малатеста                                       |
| Нађа Бердићевски    | Силвија Запата                                        |
| Милагрос Кабаниљас  | Марсела Кордоба                                       |
| Роџер дел Агила     | Фелипе Гузман Пипо                                    |
| Ирена Ејзагире      | Теодора Карденас                                      |
| Мариса Минети       | Клаудија Росалес                                      |
| Андреа Монтенегро   | Ерика Зевалос                                         |
| Милена Васкез       | Палома Манрике                                        |
| Милагрос Видал      | Рене                                                  |
| Берни Паз           | Гринго Белачага                                       |
| Фернандо де Сорија  | Петер Фарфан                                          |
| Фернандо Паско      | Рамбо                                                 |
| Родриго Санчез      | Патино Робин                                          |
| Карлос Тусио        | Бернардо                                              |
| Хавијер Валдез      | Габријел                                              |
| Хавијер Делгиудисе  | отац Хосеа Антонија                                   |